# Hugo Veriand Windischgrätz
knez Hugo Veriand von Windisch-Graetz, kranjski plemič, veleposestnik in politik, * 17. november 1854 Firence, † 15. maj 1920 grad Hošperk, Planina.
V skupini veleposestnikov je bil poslanec kranjskega deželnega zbora od leta 1912 do 1918.

### Življenje in delo
Knez (princ) Hugo Veriand, s polnim plemiškim naslovom Hugo Veriand Alexander Wilhelm Alfred von Windisch-Graetz, se je rodil v Firencah, ravno tako kot leto prej rojena sestra Olga (1853-1934) in zatem še najmlajša Marie (1856-1929), najstarejša sestra Alexandrine (1850-1933) pa se je rodila v Strasbourgu. 
Mati, vojvodinja Luisa roj. von Mecklenburg - Schwerin (1824-1859) je umrla tri leta po rojstvu zadnje hčerke, leta 1867 se je oče, knez Hugo Alfred Adolf von Windisch-Graetz (1823-1904) ponovno poročil, za drugo ženo je izbral kneginjo Mathildo von Radziwill (1836-1918). V drugem zakonu so se rodili trije otroki, ki pa so umrli dokaj mladi, sin Ernst pri petindvajsetih, hčerka Aloisia pri štirinajstih in hčerka Elisabeth v starosti komaj dvanajst let. 
V skladu z družinsko tradicijo je tudi Hugo Veriand osnovno izobraževanje prejel v vojski, vojaško kariero pa je zaključil kot nadporočnik v 7. regimentu huzarjev (uradno: K.u.k. Husarenregiment »Wilhelm II. Deutscher Kaiser und König von Preußen« Nr. 7).
Leta 1885 se je Hugo Veriand na Dunaju poročil s kneginjo Christiano Mario von Auersperg (1866-1962). V zakonu se jima je rodilo enajst otrok, pet sinov in šest hčera. 
Tudi kasneje je Hugo Veriand ostal povezan z vojsko, saj je po prvi svetovni vojni bil v Slovenskih Konjicah eden od ustanoviteljev društva vojaških vojnih veteranov.
Vsa rodbinska posestva na Štajerskem in Notranjskem je Hugo Weriand podedoval leta 1904, po smrti očeta Huga Alfreda Adolfa.  Hugo Veriand je študiral pravo in si ustvaril uspešno kariero v avstrijski državni upravi. Leta 1912 je bil izvoljen za poslanca v kranjski deželni zbor, kar pa je prekinila prva svetovna vojna. 
| HUGO VERIAND von WINDISCH-GRAETZ, (1866-1920) |
| ∞                                             |
| CHRISTIANE MARIE von AUERSPERG, (1864-1962)   |
| --------------------------------------------- |
| njuni sinovi in hčerke:                       |

| LUISA MARIE                    | HUGO VINZENZ             | ELISABETH MATHILDE | ALFRED                            | EDUARD VINZENZ         | OLGA                               | WILHELMINE                    | FRANZ JOZEF               | GABRIELLE                           | GOTTLIEB    | MARIA ANTOINETTA    |
| (1886-1976)                    | (1887-1959)              | (1889-1983)        | (1890-1972)                       | (1891-1976)            | (1893-1987)                        | (1895-1989)                   | (1896-1968)               | (1898-1992)                         | (1899-1945) | (1911-2002)         |
| ∞                              | ∞                        | ∞                  | ∞                                 | ∞                      | ∞                                  | ∞                             | ∞                         | ∞                                   |             | ∞                   |
| Giovanni Ceschi di Santa Croce | Leontine von Fürstenberg | Leone Rosa         | Isabelle von Hohenlore-Langenburg | Alexandra von Isenburg | Andreas Morsley Picard             | Leonidas Economo di San Serff | Desiree von Wagner Latour | Johann von Hohenlore Schillingfürst |             | Girolamo di Bosdari |
|                                |                          |                    |                                   |                        | ∞                                  |                               |                           |                                     |             |                     |
|                                |                          |                    |                                   |                        | Hubertus Maria von Ledebur-Wicheln |                               |                           |                                     |             |                     |

Na družinskih posestvih je uspešno gospodaril tudi z obsežnimi gozdovi, njegovi delavci pa so vodili razne gospodarske dejavnosti, povezane predvsem z gozdarstvom,  prodajo obdelanega lesa, večinoma po naročilih (t.i. komisionih) , potrebnega v ladjedelništvu, pri gradnji pristanišč, na železnici in podobno.
Kot posebno gospodarsko dejavnost je izvajal tudi vzrejo divjadi, predvsem jelenjadi,  ter vodil love,  na katerih je gostil svoje poslovne partnerje in naročnike, nekatere plemiške sorodnike in druge pomembne ter znane osebnosti, vabil je tudi cesarja Franca Jožefa.  V zvezi z lovi, ki so se jih strastno udeleževali skoraj vsi moški člani rodbine, naj omenimo vsaj lovski koči kneza Windischgraetza 
v Kamniški Bistrici in v Lukanji.
Knez Hugo Veriand je preživel vojna leta, dočakal zlom avstro-ogrske monarhije in 15. maja 1920 umrl na gradu Hošperk v bližini Planine pri Rakeku. Svojim dedičem je zapustil vzdrževana in nezadolžena družinska posestva,  ki pa so bila razdeljena med dve državi, dokončno je bila meja določena s podpisom Rapalske pogodbe leta 1920.

## Arhivski fondi

#### Zgodovinski arhiv Celje:
- Veleposestvo kneza Windischgrätza v Konjicah (1923-1930): SI-ZAC/0832 (Oskrbništvo kneza Windischgrätza, kmetijska proizvodnja, gozdni urad, Lesna industrija kneza Windischgrätza)

#### Arhiv Republike Slovenije:
- Uprava gozdov kneza Windischgrätza Postojna (1941-1944): SI-AS 1836
- Granitna in lesna industrija Oplotnica (1845-1943): SI-AS 152